# Parafia Ewangelicko-Metodystyczna w Bytomiu
Parafia Ewangelicko-Metodystyczna w Bytomiu – zbór metodystyczny w Bytomiu, należący do okręgu południowego Kościoła Ewangelicko-Metodystycznego w RP.
Parafia nie posiada własnej siedziby, a nabożeństwa prowadzone są według ogłoszeń. Wcześniej dysponowała ona kaplicą zlokalizowaną przy ul. Piekarskiej 38.